# 了不起的周先生
《了不起的周先生》（英語：Great Mr. Zhou）中国大陆浪漫爱情片，导演周智勇，主演房祖名、朱珠、林雪。

## 剧情
该片讲述了一名酒店服务生“周小跑”和一名职场女强人“宁黛”之间的浪漫爱情故事。

## 演出
| 演员   | 角色   | 备注 |
| 房祖名 | 周小跑 |      |
| 朱珠   | 宁黛   |      |
| 牛青峰 | 董政   |      |
| 林雪   | 关青山 |      |
| 潘斌龙 | 大春   |      |
| 刘桦   | 石鹰毅 |      |
| 韩在石 | 汤培德 |      |
| 姜志刚 | 李开建 |      |
| 葛思然 | 丁倩   |      |
| 黄瀞怡 | 杨蕊   |      |
| 程伊   | 牛娜   |      |

## 制作
该片曾在广东省佛山市取景。

## 外部连接
- 豆瓣电影上《了不起的周先生》的資料 （简体中文）
- 时光网上《了不起的周先生》的資料（简体中文）
- 互联网电影数据库（IMDb）上《了不起的周先生》的资料（英文）